# Carollia benkeithi
Carollia benkeithi är en fladdermus i familjen bladnäsor som förekommer i nordvästra Sydamerika. Populationen infogades före 2006 i Carollia castanea.
Artepitet i det vetenskapliga namnet hedrar den amerikanska ölbryggaren och mecenaten Ben Keith som gav pengar till olika högskolor.
Utbrednngsområdet sträcker sig från Amazonområdet och västra Brasilien till Peru och Bolivia. Arten lever i låglandet och i bergstrakter mellan 200 och 1000 meter över havet. Den vistas i städsegröna skogar och hittas ofta i den täta undervegetationen där buskar av släktet Piper förekommer. Carollia benkeithi besöker ibland byar.
För beståndet är inga hot kända. Hela populationen antas vara stor. IUCN listar arten som livskraftig (LC).